# Prathan Mansiri
Prathan Mansiri (* 19. Februar 1983) ist ein thailändischer Fußballspieler.

## Karriere
Prathan Mansiri stand die Saison 2014 beim PTT Rayong FC unter Vertrag. Wo er vorher gespielt hat, ist unbekannt. Der Verein aus Rayong spielte in der ersten Liga des Landes, der Thai Premier League. Für Rayong absolvierte er 25 Erstligaspiele. Am Ende der Saison musste er mit Rayong in die zweite Liga absteigen. Wo er ab 2015 unter Vertrag stand, ist unbekannt. Die Saison 2016 spielte er beim Erstligisten Nakhon Ratchasima FC in Nakhon Ratchasima. Hier kam er in der ersten Liga 15-mal zum Einsatz. Der Ligakonkurrent Suphanburi FC aus Suphanburi nahm ihn die Saison 2017 unter Vertrag. Für Suphanburi stand er zehnmal in der ersten Liga auf dem Spielfeld. 2018 verpflichtete ihn der Zweitligist Trat FC. Mit dem Verein aus Trat wurde er am Ende der Saison Vizemeister der Thai League 2 und stieg in die erste Liga auf.
Seit Anfang 2019 ist er vertrags- und vereinslos.

## Erfolge
Trat FC
- Thai League 2: 2018 (Vizemeister)  ▲